# Amiota subfurcata
Amiota subfurcata är en tvåvingeart som beskrevs av Toyohi Okada 1971. Amiota subfurcata ingår i släktet Amiota och familjen daggflugor. Inga underarter finns listade i Catalogue of Life.